# Skepptuna landskommun
Skepptuna landskommun var en tidigare kommun i Stockholms län. 

## Administrativ historik
Landskommunen bildadades 1863 ur Skepptuna socken i Seminghundra härad i Uppland. Den utvidgades vid kommunreformen 1952 genom sammanläggning med Gottröra landskommun, Husby-Långhundra landskommun, Lunda landskommun, Närtuna landskommun och Vidbo landskommun. 
År 1967 delades kommunen upp, varvid Gottröra och Närtuna församlingar fördes till Rimbo landskommun (sedan 1971 i Norrtälje kommun), Stockholms län medan Lunda, Vidbo och Skepptuna församlingar fördes till Märsta landskommun (sedan 1971 i Sigtuna kommun, Stockholms län) och Husby-Långhundra församling fördes till Knivsta landskommun, Stockholms län (1971-2002 i Uppsala kommun, Uppsala län, därefter i nybildade Knivsta kommun).

### Kyrklig tillhörighet
I kyrkligt hänseende tillhörde kommunen Skepptuna församling. Den 1 januari 1952 tillkom församlingarna Gottröra, Husby-Långhundra, Lunda, Närtuna och Vidbo.

## Geografi
Skepptuna landskommun omfattade den 1 januari 1952 en areal av 291,84 km², varav 285,56 km² land. Efter nymätningar och arealberäkningar färdiga den 1 januari 1955 omfattade landskommunen den 1 januari 1961 en areal av 291,54 km², varav 286,71 km² land.

### Tätorter i kommunen 1960
I Skepptuna landskommun fanns den 1 november 1960 ingen tätort. Tätortsgraden i kommunen var då alltså 0,0 procent.

## Politik

### Mandatfördelning i valen 1950-1962
| 10 | 15 | 7 | 3 |

| 33 |

| 10 | 15 | 6 | 4 |

| 34 |

| 10 | 17 | 4 | 4 |

| 32 |

| 10 | 17 | 4 | 4 |

| 31 |